# Benoît Joachim
Benoît Joachim (Luxemburg, 4 januari 1976) is een Luxemburgs voormalig wielrenner. Hij is een halfbroer van de voetballer Aurélien Joachim.

## Belangrijkste overwinningen
1998
- 5e etappe Ronde van de Toekomst

1999
- 3e etappe Prudential Tour

2000
- Luxemburgs kampioen op de weg, Elite

2003
- Luxemburgs kampioen op de weg, Elite

2004
- 1e etappe Ronde van Spanje (ploegentijdrit)
- Luxemburgs kampioen individuele tijdrit, Elite

2006
- Luxemburgs kampioen individuele tijdrit, Elite

2007
- Luxemburgs kampioen op de weg, Elite

## Resultaten in voornaamste wedstrijden
| Jaar | Ronde van Italië | Ronde van Frankrijk | Ronde van Spanje |
| ---- | ---------------- | ------------------- | ---------------- |
| 1999 |                  |                     | opgave           |
| 2000 |                  | 92e                 |                  |
| 2001 |                  |                     | 88e              |
| 2002 |                  | 89e                 |                  |
| 2003 |                  |                     | 81e              |
| 2004 |                  |                     | 57e              |
| 2005 | 107e             |                     | opgave           |
| 2006 | 83e              |                     | 66e              |
| 2007 | 99e              |                     |                  |
| 2008 |                  |                     |                  |

| Jaar | Milaan-San Remo | Gent-Wevelgem | Ronde van Vlaanderen | Parijs-Roubaix | Amstel Gold Race | Luik-Bast.‑Luik | Ronde van Lombardije |  | WK op de weg |
| ---- | --------------- | ------------- | -------------------- | -------------- | ---------------- | --------------- | -------------------- |  | ------------ |
| 1999 | 126e            |               |                      |                |                  |                 |                      |  |              |
| 2000 | 125e            |               |                      | 75e            | 96e              |                 |                      |  |              |
| 2001 | 62e             |               | 79e                  | 45e            |                  |                 |                      |  |              |
| 2002 | 67e             |               |                      |                |                  |                 |                      |  | 52e          |
| 2003 | 105e            |               | 31e                  | 52e            | 116e             |                 |                      |  | 100e         |
| 2004 | 140e            |               | 58e                  | 64e            | 67e              |                 |                      |  |              |
| 2005 |                 |               |                      |                | 111e             |                 |                      |  |              |
| 2006 |                 | 85e           |                      |                | 65e              | 88e             |                      |  |              |
| 2007 |                 |               |                      |                |                  |                 |                      |  |              |
| 2008 |                 |               |                      |                |                  |                 | 87e                  |  |              |